# 台灣國語 (專輯)
【台灣國語】是歌手林慧萍的第二十張個人專輯；點將唱片1992年12月23日發行。
這張專輯是把經典的國語歌曲重新填詞與編曲成新的台語歌曲。
林慧萍首次在專輯中發表創作填詞。

## 專輯文宣
●歌甜人美    登上衛冕寶座
林慧萍小姐，來自台灣基隆，個性大方，笑容甜美，平日喜歡在家哼哼唱唱。
這一次，以十首取材自生活，生動詼諧，極富新意的台語歌，
在評審一致認為歌唱技巧純熟，情感收放自如，咬字清晰，
詮釋台語歌曲功力十足的意見下，脫穎而出，順利登上衛冕者寶座，我們恭禧她！

●字正腔圓    標準台灣國語●
我們把十首真不錯的國語流行歌曲，給它重新填上有夠精彩的台語詞，
每一首詞的意思，年輕又兼流行，韻腳也很有講究。
於是，所有的歌搖身一變，通通變成道道地地正港的台語歌，
而這些歌，講實在的，林慧萍小姐唱得真正有味，使人真感動，也真快活，
希望大家好聽鬥相報。努力！

## 專輯曲目
| 曲序 | 曲名           | 作詞            | 作曲           | 編曲   | 長度 | 備註                                                        |  |
| 01   | 多情吔害       | 林秋離          | 熊美玲         | 孫崇瑋 | 4:07 | 原曲 ：謝謝你的愛 劉德華演唱 傅薇翻唱；收錄『台灣架勢』專輯 |  |
| 02   | 再會男子漢     | 姚謙            | 殷文琦         | 孫崇瑋 | 4:02 | 原曲 ：北風 張鎬哲演唱                                      |  |
| 03   | 藍色Kimogi     | 姚謙            | 蔣三省         | 孫崇瑋 | 4:43 | 原曲 ：舊愛難了 張清芳演唱                                  |  |
| 04   | 傷心Party      | 小豚            | RYO ASKA       | 陳宇寰 | 4:27 | 原曲 ：讓我歡喜讓我憂 周華健演唱                            |  |
| 05   | 情字           | 陳天力          | 戴維雄         | 陳宇寰 | 3:47 | 原曲 ：情字 江淑娜演唱                                      |  |
| 06   | 愛情的摩托車   | 小豚            | 小田裕一郎     | 陳宇寰 | 3:49 | 原曲 ：往昔 林慧萍演唱                                      |  |
| 07   | 媽媽恰意的女婿 | 小豚            | TAKAO HORIUCHI | 孫崇瑋 | 4:05 | 原曲 ：想哭就哭 姜育恆演唱 傷心的街路 洪榮宏演唱            |  |
| 08   | 愛著你真煩惱   | 鄭華娟          | 殷文琦         | 王豫民 | 4:24 | 原曲 ：我是如此愛你 林慧萍演唱                              |  |
| 09   | 停電的X'mas    | KODO            | 紀宏仁         | 紀宏仁 | 4:40 | 原曲 ：想你會想我嗎 李之勤演唱                              |  |
| 10   | 唱歌家己聽     | Michael、林慧萍 | K.KUWATA       | 孫崇瑋 | 4:45 | 原曲 ：你在他鄉 剛澤斌演唱 等你在雨過天晴那一天 江明學演唱  |  |

## 專輯版本
- 卡帶
  - 1992年12月23日點將唱片發行〈改版兩次〉
- CD
  - 1992年12月23日點將唱片發行〈改版兩次〉
  - 2007年11月20日科藝百代再版重新發行